# Christian Marclay
Christian Ernest Marclay (São Rafael, 11 de janeiro de 1955) é um artista visual e compositor suíço-americano.
A obra de Marclay explora as conexões entre o ruído, som, fotografia, vídeo e cinema. Um pioneiro do uso de discos de vinil e gira-discos como instrumentos musicais para criar colagens de som, Marclay é, nas palavras do crítico Thom Jurek, talvez o "inconsciente inventor do turntablism." O seu próprio uso do toca-discos e discos, a partir da década de 1970, foi desenvolvido de forma independente, mas quase paralelo ao uso do instrumento pelo hip hop. Na Bienal de Veneza de 2011, ganhou o Leão de Ouro pela sua obra The Clock.

## Início da vida e educação
Christian Marclay nasceu aos 11 de janeiro de 1955, em San Rafael, Marin County, Califórnia, de pai suíço e mãe norte-americana e criado em Genebra, na Suíça. Estudou na Ecole Supérieure d'Art Visuel, em Genebra (1975-1977), no Massachusetts College of Art , em Boston (1977-1980, Bacharelado em Artes plásticas) no Studio for Interrelated Media Program, e na Cooper Union, em Nova York (1978). Como estudante, era particularmente interessado em Joseph Beuys e no movimento Fluxus de 1960 e 1970. Sempre instalado em Manhattan, Marclay, nos últimos anos, divide seu tempo entre Nova York e Londres.